# Ábaco (arquitectura)

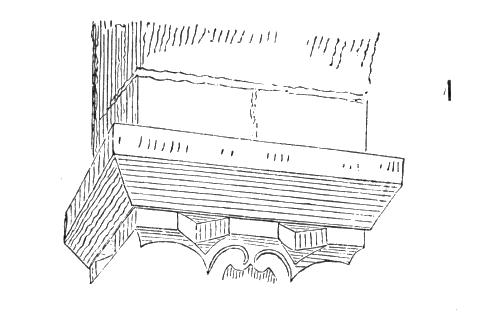
Ábaco simple del diccionario de Arquitectura Francesa (1865) (en francés)

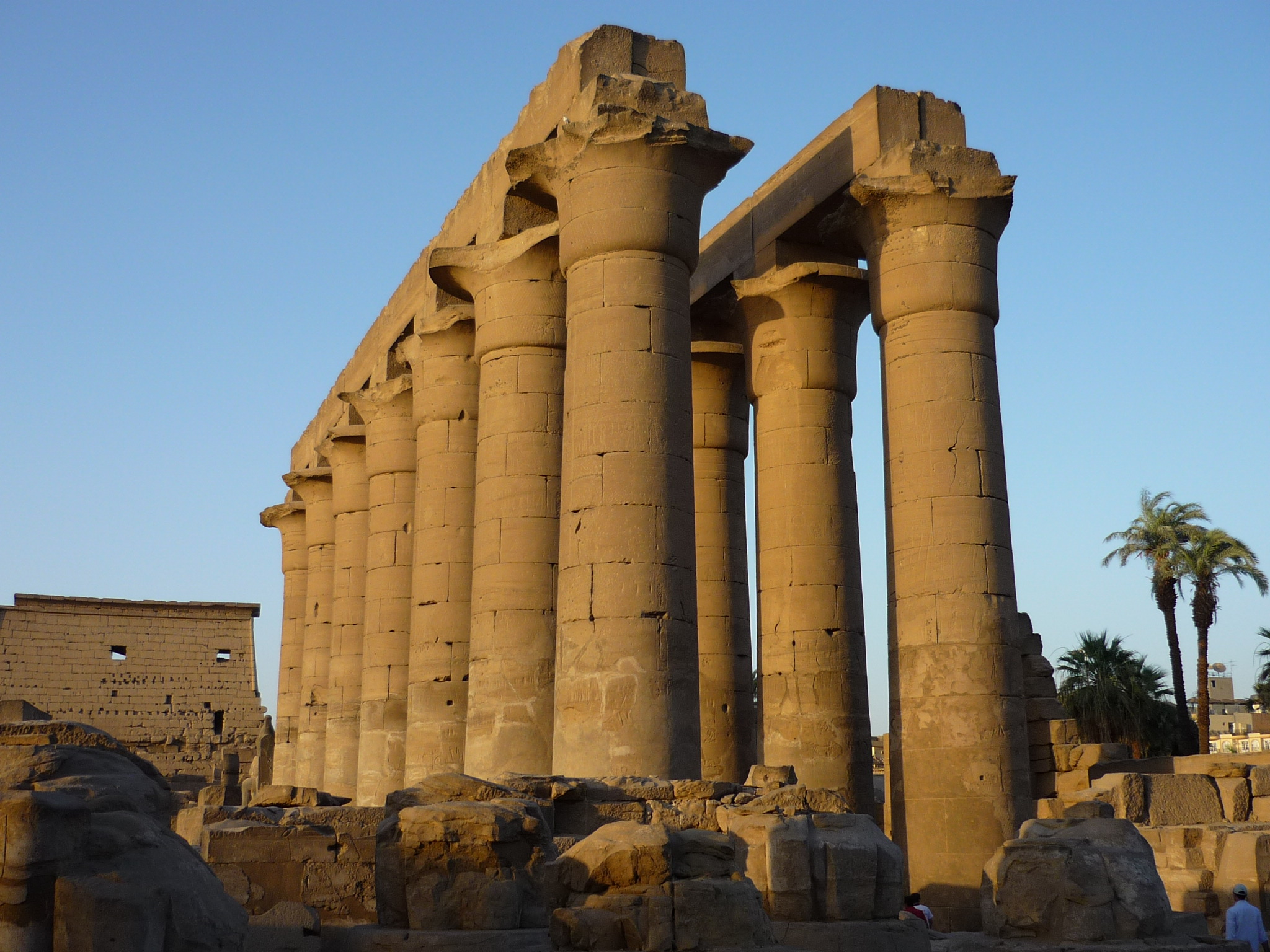
Un ejemplo de la utilización del ábaco se encuentra en los capiteles papiriformes cerrados del Templo de Amón, en Luxor.

Para la arquitectura clásica, el ábaco (del latín abăcus, y este del griego ἄβαξ «tablilla, plancha») era una pieza cuadrada en forma de tablilla que, colocada sobre el equino, corona el capitel sirviendo de asiento al arquitrabe, a la vez que protege la decoración de dicho capitel. En el orden dórico, está formado por una pieza prismática, en el jónico se enrolla en espirales y en el corintio se simplifica y se estiliza. En la Edad Media es sinónimo de cimacio.
En las estructuras modernas, por ejemplo de hormigón armado, se denomina por similitud formal (no funcional) ábaco a la zona del forjado próxima a un pilar, reforzada estructuralmente para transmitir correctamente las cargas al mismo, y para resistir las solicitaciones que se concentran en ese punto (cortantes y momentos negativos). Además los ábacos permiten corregir de manera barata el riesgo de punzonamiento.
El ábaco sirve de refuerzo para soportar el arquitrabe o los cuerpos de moldura colocados sobre la columna. Las columnas o pilares protodóricos de Egipto tenían como capitel un sencillo ábaco liso de planta cuadrada que aumentó de tamaño en el Imperio Nuevo (Luxor, Karnak, etc.) incluyendo ornamentación de cartuchos.
En el orden dórico griego continúa la forma paralelepípeda muy sencilla y tanto en el ábaco como el cimacio debían tener la misma altura que el quino. En el jónico puede ser cóncavo o convexo, y se enriquece con una decoración de molduras, un filete o listel y una gola, presentando lados cóncavos decorados con un florón o rosa y esquinas en chaflán.
Vitruvio limitaba el ábaco a los capiteles jónico y corintio, y llama plinto al ábaco dórico. En el arte bizantino se desarrolla hasta formar una imposta, al igual que en el prerrománico. En la arquitectura medieval adquiere gran desarrollo y mayor volumen, especialmente en el Románico. En el Renacimiento y en el Neoclásico se simplifica frente al Barroco, donde se complica con molduras y adornos.
En Asia oriental y meridional no suele existir, por lo que la columna entronca directamente con el entablamento o la cubierta.